# Emma Irene Åström

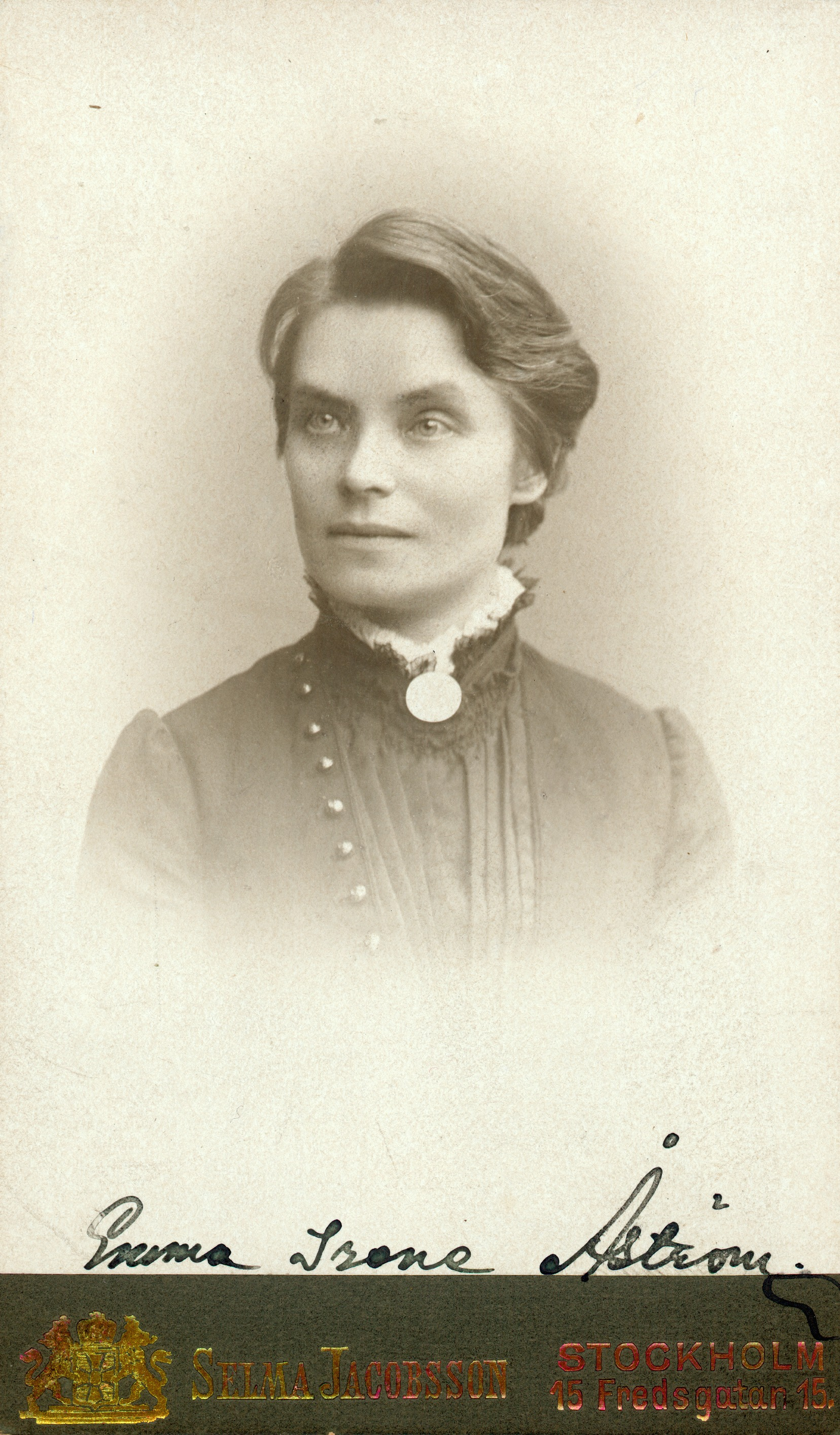
Emma Irene Åström

 Emma Irene Åström  (* 27. April 1847 in Taivassalo, Finnland; † 3. Juli 1934 in Ekenäs, Finnland) war eine finnische Lehrerin. Sie war die erste Hochschulabsolventin Finnlands und die erste Ehrendoktorin der Fakultät für Philosophie an der Universität Helsinki.

## Leben und Werk

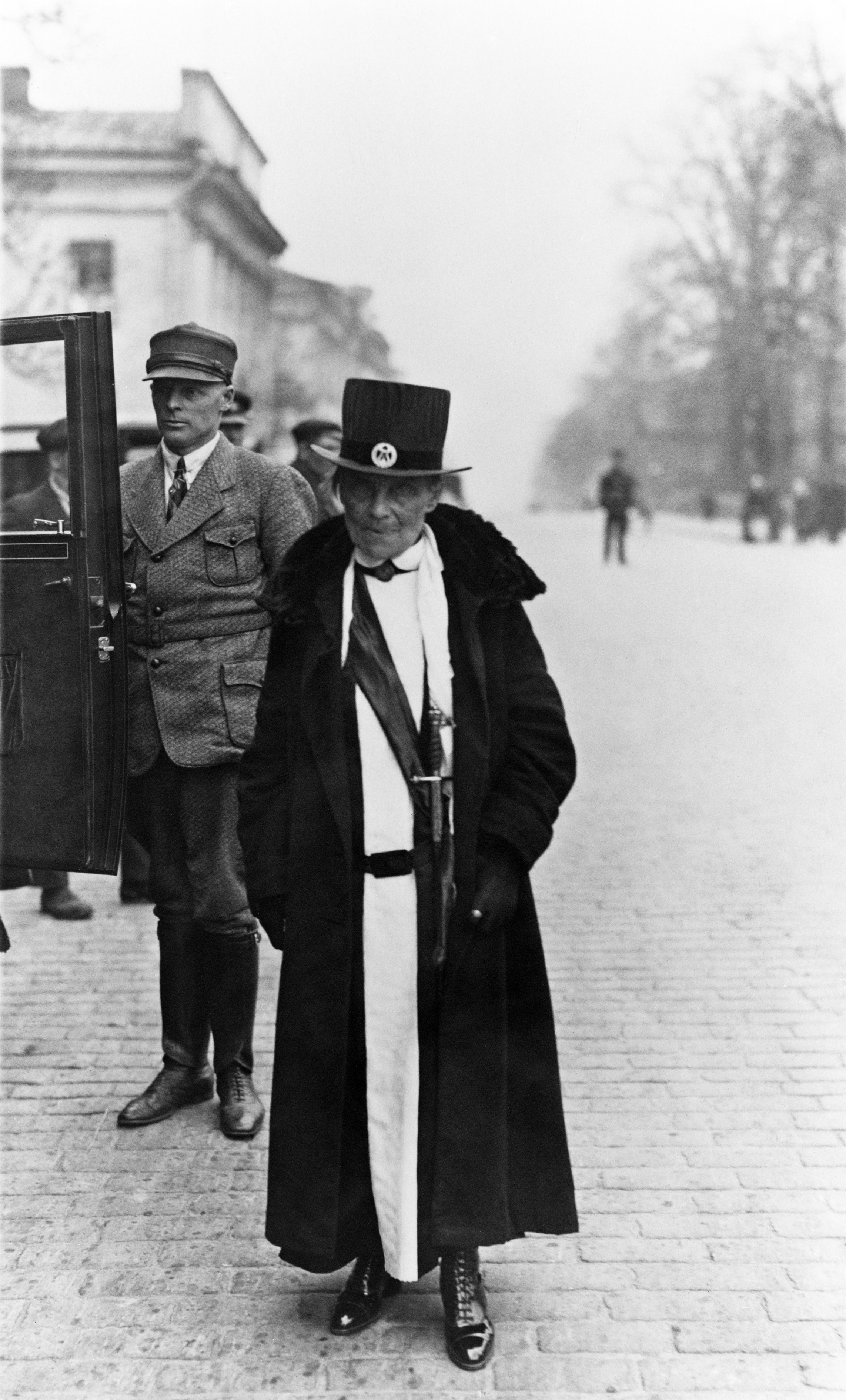
Emma Irene Åström erhielt 1927 die Ehrendoktorwürde der Fakultät für Philosophie der Universität Helsinki

Die Finnlandschwedin Emma Irene Åström wurde 1847 als das älteste von fünf Kindern der Dienerin Justiina Jakobsson und dem Landvermesser Carl Åström in Tövsala (finnisch Taivassalo) geboren. 1853 zog die Familie auf die Åland-Inseln, wo Åström eine schwedischsprachige Schule in Finström besuchte. Sie begann 1865 eine Ausbildung am Jyväskylä seminarium, einer Lehrerhochschule, dessen Direktor Uno Cygnaeus ihr als inoffizieller Vormund diente. Ermutigt von Ernst Bonsdorff, dem Mathematiklehrer der Schule, beschloss Åström, sich an einer finnischen Universität zu bewerben. Obwohl Cygnaeus sich zunächst weigerte, die Idee zu unterstützen, vermittelte er über den Vizekanzler der Universität, Baron Casimir von Köthen, welcher seine Großzügigkeit zeigte, indem er die Erlaubnis zum Studium und zum Abschluss an der Universität gab. Der Tod ihres Vaters im Jahr 1874 unterbrach ihr Universitätsstudium für zwei Jahre, da sie die Verantwortung für die Familie zwang, die von Cygnaeus vorgeschlagene Stelle als Seminarlehrerin in Ekenäs anzunehmen.
1876 kehrte sie an die Universität zurück und schloss ihr Studium 1882 mit einem Magister in Philosophie ab. Damit war sie die erste Frau in Finnland, die einen Universitätsabschluss erhielt. Sie wollte ihr Studium noch weiterführen, aber die Verpflichtung, den Lebensunterhalt ihrer Geschwister zu sichern, zwang sie zur Erwerbstätigkeit. Während ihres Studiums hatte Åström als Lehrerin an Schulen in Helsinki gearbeitet, aber nach ihrem Abschluss kehrte sie an das Ekenäs-Seminar zurück, wo sie bis 1912 als Lehrerin für Schwedisch, Finnisch und Geschichte arbeitete. Von 1913 bis 1924 unterrichtete sie an einer koedukativen Schule und an einer Missionsschule in Ekenäs.
1927 wurde ihr als die erste Frau in Finnland die Ehrendoktorwürde der Universität Helsinki verliehen und sie wurde erstes Ehrenmitglied des Finnischen Vereins akademischer Frauen. Åström wurde ein Vorbild für die studierende Frauen und die Frauenbewegung allgemein, besonders unter der finnlandschwedischen Bevölkerung. Sie war Gegenstand von Gedichten der finnlandschwedischen Autoren Zachris Topelius und Adelaïde Ehrnrooth.

## Veröffentlichung
- Elämäni ja ystäväni: Muistelmateos. Toimittanut Elsa Enäjärvi-Haavio. Porvoo: WSOY, 1933.
- Mitt liv och mina vänner, Helsingfors 1934